# Café Society (Film)
Café Society ist eine US-amerikanische Filmkomödie von Woody Allen aus dem Jahr 2016. Premiere hatte sie außer Konkurrenz am 11. Mai 2016 bei den Internationalen Filmfestspielen von Cannes. Der Film lief am 15. Juli 2016 in den US-Kinos an. In Deutschland startete der Film am 10. November 2016.

## Handlung
Bobby Dorfman ist der jüngste Sohn eines jüdischen Juweliers im New York des Jahres 1935. Seine Schwester Evelyn ist eine Lehrerin und sein Bruder Ben ein Gangster. Bobby will nicht in das elterliche Geschäft einsteigen und sein Glück stattdessen in Los Angeles finden. Seine Mutter Rose bittet ihren Bruder Phil, Chef einer einflussreichen Casting-Agentur in Hollywood, ihrem Sohn beim Einstieg behilflich zu sein. Phil ist verheiratet, führt jedoch eine heimliche Beziehung mit seiner Sekretärin Vonnie, die er bittet, Bobby die Stadt zu zeigen. Bobby verliebt sich sogleich in Vonnie, die seine Gefühle mit der Zeit erwidert. Als Phil sich schließlich durchringt, sich von seiner Frau scheiden zu lassen, entscheidet sich Vonnie für ihn und gegen Bobby, worauf dieser tief enttäuscht nach New York zurückkehrt.
Er steigt in das legale Geschäft seines Bruders Ben ein und führt mit diesem einen Nachtclub, den er zu einem wichtigen Treffpunkt der New Yorker Szene macht. Er trifft die kürzlich geschiedene Veronica und verliebt sich sogleich in sie. Nachdem Veronica schwanger wird, heiraten die beiden. Eines Nachts besuchen Phil und seine Frau Vonnie unvermittelt Bobbys Nachtclub und bitten ihn, sich an ihren Tisch zu setzen. Später treffen sich Bobby und Vonnie, Bobby zeigt ihr die Stadt und die beiden stellen fest, dass sie sich nach wie vor lieben. In der Zwischenzeit ermittelt die New Yorker Polizei gegen Ben und nimmt ihn schließlich wegen Mordes und einer Reihe anderer Delikte fest. Er wird des Mordes schuldig gesprochen und auf dem elektrischen Stuhl hingerichtet. Bobby übernimmt nun den Nachtclub, der sich durch die Skandale seines Bruders nun noch besser entwickelt.
Der Film endet mit zwei Silvester-Feiern, auf denen Vonnie und Bobby jeweils im Trubel träumerisch aneinander denken.